# Gebang Malang
Gebang Malang is een bestuurslaag in het regentschap Mojokerto van de provincie Oost-Java, Indonesië. Gebang Malang telt 4183 inwoners (volkstelling 2010).